# Monochamus hollisii
Monochamus hollisii là một loài bọ cánh cứng trong họ Cerambycidae.